# J. C. Jacobsen
Jacob Christian Jacobsen, mai cunoscut ca J. C. Jacobsen, (n. 2 septembrie 1811, Copenhaga, Danemarca – d. 30 aprilie 1887, Roma, Regatul Italiei) a fost un industriaș danez și filantropist cel mai cunoscut pentru fondarea în anul 1847 al berăriei Carlsberg.

## Biografie
Jacobsen nu avea studii academice. A creat prima bere în pivnița casei sale. În 1847, a fondat prima sa berărie în Valby și a denumit-o Carlsberg după numele fiului său, Carl Jacobsen. Foarte scrupulos în privința calității berii produse, crează în 1875 Laboratorul Carlsberg. Papioanele și barba făceau parte din înfățișarea sa caracteristică. 
Fiul său, Carl Jacobsen, a creat cea mai mare colecție privată de artă din aceea perioadă. Colecția se află la Ny Carlsberg Glyptotek, un muzeu fondat de acesta în Copenhaga.

## Legături externe
- Materiale media legate de J. C. Jacobsen la Wikimedia Commons
- Carlsbergfondet
- Carlsberg Research Center Arhivat în 19 iulie 2011, la Wayback Machine.